# Grundgesetze der Arithmetik

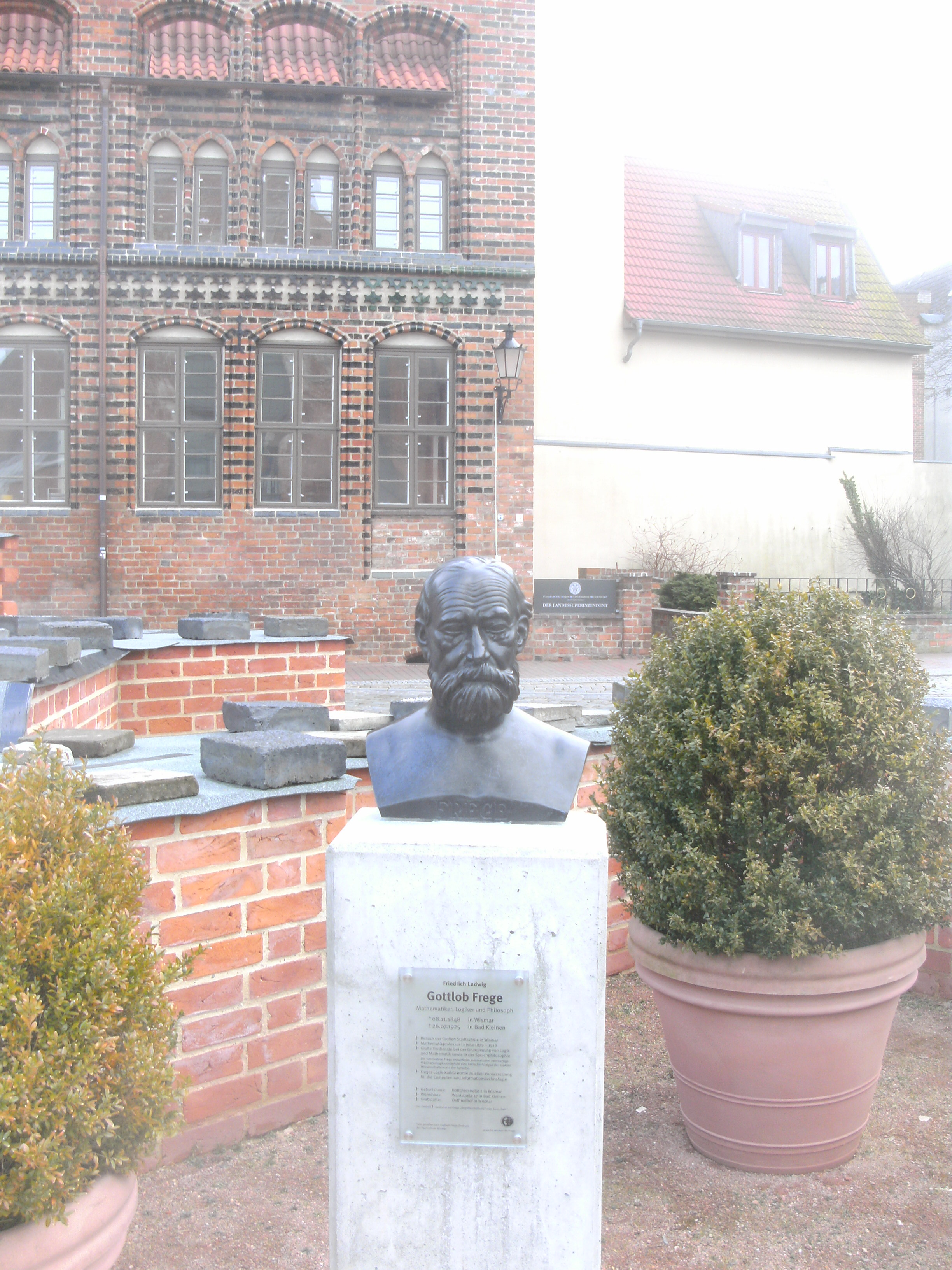
Frege-Denkmal in Wismar

Grundgesetze der Arithmetik heißt das Hauptwerk von Gottlob Frege, ein Grundbuch der modernen Logik. Es enthält Freges klassische Präsentation und Durchführung des logizistischen Programms in der Philosophie der Mathematik, d. h. des Versuchs, die Arithmetik allein aus logischen Grundbegriffen aufzubauen. Frege benutzte zur Darstellung dieses Aufbaus die von ihm entwickelte Begriffsschrift, eine zweidimensionale Formelnotation, die schwer zugänglich ist und sich nicht durchsetzen konnte.
In Die Grundlagen der Arithmetik hatte Frege 1884 das logizistische Programm skizziert, seine Ideen aber nicht symbolisch formuliert. In Die Grundgesetze der Arithmetik wollte er dann alle Gesetze der Arithmetik unter Verwendung seiner Symbolik aus seinen Axiomen herleiten.
Der erste Band erschien 1893 im Verlag Hermann Pohle, der auf eigene Kosten veröffentlichte zweite Band 1903.

„Mein Zweck erfordert manche Abweichungen von dem, was in der Mathematik üblich ist. Die Anforderungen an die Strenge der Beweisführung haben eine grössere Länge zur unausweichlichen Folge. Wer dies nicht im Auge hat, wird sich in der That wundern, wie umständlich hier oft ein Satz bewiesen wird, den er in einer einzigen Erkenntnissthat unmittelbar einzusehen glaubt. Besonders wird dies auffallen, wenn man die Schrift des Herrn Dedekind Was sind und was sollen die Zahlen? vergleicht, das Gründlichste, was mir in der letzten Zeit über die Grundlegung der Arithmetik zu Gesicht gekommen ist. Sie verfolgt auf einem weit kleineren Raume die Gesetze der Arithmetik weit höher hinauf, als es hier geschieht. Diese Kürze wird freilich nur dadurch erreicht, dass Vieles überhaupt nicht eigentlich bewiesen wird. Herr Dedekind sagt oft nur, dass der Beweis aus den und den Sätzen folge; er gebraucht Pünktchen, wie in „M(A,B,C...)“; nirgends ist bei ihm eine Zusammenstellung der von ihm zu Grunde gelegten logischen oder andern Gesetze zu finden, und wenn sie da wäre, hätte man keine Möglichkeit, zu prüfen, ob wirklich keine andern angewendet wären; denn dazu müssten die Beweise nicht nur angedeutet, sondern lückenlos ausgeführt sein.“

Als der zweite Band 1902 in Druck gehen sollte, schrieb Bertrand Russell an Frege, um ihm mitzuteilen, dass Russells Paradox aus Freges Axiomensystem abgeleitet werden kann und dieses damit widersprüchlich ist. Frege schrieb dann in letzter Minute einen Anhang zu Band 2, den er mit folgendem Kommentar eröffnete: „Einem wissenschaftlichen Schriftsteller kann kaum etwas Unerwünschteres begegnen, als dass ihm nach Vollendung einer Arbeit eine der Grundlagen seines Baues erschüttert wird. In diese Lage wurde ich durch einen Brief des Herrn Bertrand Russell versetzt, als der Druck dieses Bandes sich seinem Ende näherte.“